# Neope nagasawae
Neope nagasawae är en fjärilsart som beskrevs av Matsumura 1919. Neope nagasawae ingår i släktet Neope och familjen praktfjärilar. Inga underarter finns listade i Catalogue of Life.